# Gremersdorf
Gremersdorf er en by og kommune i det nordlige Tyskland, beliggende i Amt Oldenburg-Land under Kreis Østholsten. Kreis Østholsten ligger i den østlige del af delstaten Slesvig-Holsten.

## Geografi
Gremersdorf grænser mod nord til byen Heiligenhafen, mod øst ligger kommunen Neukirchen, mod syd byen Oldenburg in Holstein og mod nordvest ligger Østersøen. I kommunens område ligger 13 landsbyer og fire godser. Kommunen har haft sin nuværende udstrækning siden 1968. Landsbyerne Dazendorf, Neuratjensdorf, Sulsdorf og Teschendorf ligger i kommunen der krydses af motorvejen A1.